# Bjurholm (commune)
La commune de Bjurholm est une commune suédoise du comté de Västerbotten. 2 408 personnes y vivent. C'est la moins peuplée des communes de Suède. Son chef-lieu est Bjurholm.

## Histoire de la commune
La municipalité actuelle de Bjurholm a le même territoire que celle qui a été instituée en 1863, lorsque le système municipal a été mis en place en Suède. Entre 1974 et 1983, elle faisait cependant partie de la municipalité de Vännäs. La scission intervenue en 1983 a fait de Bjurholm la moins peuplée de toutes les municipalités suédoises, et la population continue de diminuer. 

## Localité principale
Il y a une seule localité dans la commune de Bjurholm :
- Bjurholm , 987 habitants.

## Jumelages
La commune de Bjurholm est jumelée avec les communes suivantes :
- Bardu, Norvège.
- Kuivaniemi, Finlande.

## Personnalités liées à la commune
- Warner Oland, acteur né à Nyby, un village de la commune de Bjurholm.
- Stina Stoor, nouvelliste.